# 横浜市立潮田小学校
横浜市立潮田小学校（よこはましりつ うしおだしょうがっこう）は、神奈川県横浜市鶴見区にある公立小学校。

## 沿革
- 1873年（明治6年）6月 - 潮田学舎創立
- 1875年（明治8年） - 潮田学校と改称
- 1890年（明治23年） - 橘樹郡潮田村立尋常潮田小学校と改称
- 1912年（大正元年） - 統合により橘樹郡町田村立尋常高等町田小学校潮田分教場となる。
- 1919年（大正8年） - 校舎を現在地に新築、橘樹郡町田村立尋常第二町田小学校となる。
- 1920年（大正9年） - 高等科設置。
- 1923年（大正12年） - 橘樹郡潮田町立潮田尋常高等小学校と改称。
- 1925年（大正14年） - 橘樹郡鶴見町立潮田尋常高等小学校と改称。
- 1927年（昭和2年） - 鶴見町が横浜市に編入合併にともない横浜市潮田尋常高等小学校と改称。
- 1935年（昭和10年） - 横浜市潮田尋常小学校と改称。
- 1941年（昭和16年） - 横浜市潮田国民学校と改称。
- 1944年（昭和19年） - 高学年児童が足柄上郡清水村（現山北町）へ疎開する。
- 1947年（昭和22年） - 横浜市立潮田小学校と改称。
- 1953年（昭和28年） - 校歌制定。
- 1963年（昭和38年） - すべり台のついた潮新山が完成。

## 課外活動
- 1960年（昭和35年） - NHK音楽コンクール横浜地区優秀賞
- 1961年（昭和36年） - 東京放送音楽コンクール神奈川県第1位入賞

## その他
在日中南米人子弟が多く在籍しており、外務省が平成17年度に実施した中南米諸国日系人若手リーダー招聘プログラムの施設訪問先に海外移住資料館、衆議院、玉ノ井部屋、広島平和記念資料館と並んで選ばれた。

## 通学区域と進学先
出典
通学区域
- 横浜市鶴見区
  - 朝日町2丁目
  - 潮田町1丁目の一部、潮田2丁目の一部、潮田3丁目 - 4丁目
  - 栄町通1丁目 - 2丁目
  - 大東町
  - 仲通2丁目
  - 向井町

- 進学先中学校は、横浜市立潮田中学校である。